# Куйбышево (Хакасия)
Куйбышево — село в Бейском районе Хакасии.

## География
Находится в 22 км к северу от райцентра — с. Беи. Расстояние до ближайшей ж.-д. станции Абакан — 100 км. Село расположено на р. Бейке.
Население — 780 чел. (01.01.2004), в том числе русские, хакасы, немцы, мордва, чуваши, украинцы, корейцы.

## История
Село основано в 1952. Основными направлениями хозяйства были растениеводство, разведение крупного рогатого скота, овцеводство.
В селе работает средняя школа-интернат (1957), в окрестностях находятся курганы тагарской эпохи.

## Население
| 2002 | 2010 |
| ---- | ---- |
| 707  | ↘669 |